# Dichelacera costaricana
Dichelacera costaricana är en tvåvingeart som först beskrevs av David Fairchild 1941.  Dichelacera costaricana ingår i släktet Dichelacera och familjen bromsar. Inga underarter finns listade i Catalogue of Life.